# Traité de Knäred
Le traité de Knäred ou traité de Knaered (en danois, Freden i Knærød), est un traité de paix signé le 21 janvier 1613 entre le royaume de Danemark (Christian IV) et le royaume de Suède (Gustave II Adolphe), au terme de la guerre de Kalmar (1611-1613), sous l'égide du roi d'Angleterre et d'Ecosse Jacques Ier. 
Il tient son nom de la localité de Knäred, située dans la province alors danoise de Halland, très près de la limite de la Suède.

## Les négociations de paix
Elles commencent en novembre 1612 avec une médiation anglaise. Les négociateurs sont Axel Oxenstierna pour la Suède et Eske Lavesen Brock pour le Danemark.

## Contenu du traité
Les deux royaumes abandonnent leurs conquêtes respectives, si ce n'est que la Suède doit payer au Danemark une « rançon » d'un million de rixdaler en échange de la forteresse d’Älvsborg. 
Le règlement final de cette rançon aura lieu en 1619.